# Cyberflix
Cyberflix Incorporated var ett amerikanskt företag som utvecklade datorspel. Det grundades 1993 av amerikanen Bill Appleton i staden Knoxville, Tennessee, USA. Företaget gjorde datorspel fram till 1998 då det avvecklades.
Två av de populäraste spelen från Cyberflix var Titanic: Adventure Out of Time och Dust: A Tale of the Wired West. Andra spel var: Skull Cracker, Red Jack's Revenge, Lunicus, och Jump Raven.
Cyberflix grundare Bill Appleton är mest känd för sitt arbete med Supercard, och han har även grundat företaget Dream Factory (1998).